# Bård Finne
Bård Finne (Bergen, 1995. február 13. –) norvég válogatott labdarúgó, a Brann csatárja.

## Pályafutása

### Klubcsapatokban
Finne a norvégiai Bergen városában született. Az ifjúsági pályafutását a Trane és a Nymark csapatában kezdte, majd a Brann akadémiájánál folytatta.
2012-ben mutatkozott be a Brann első osztályban szereplő felnőtt keretében. 2014-ben a német másodosztályban érdekelt Köln, majd 2016-ban a Heidenheim szerződtette. 2017-ben a Vålerengához írt alá. 2020-ban a dán SønderjyskE csapatához igazolt. 2021. augusztus 1-jén négyéves szerződést kötött a Brann együttesével. Először a 2021. augusztus 21-ei, Strømsgodset ellen 3–1-re elvesztett mérkőzésen lépett pályára. Első gólját 2021. szeptember 11-én, a Lillestrøm ellen idegenben 3–2-es győzelemmel zárult találkozón szerezte meg. A 2022-es szezonban 29 mérkőzésen elért 16 góljával megszerezte az OBOS-ligaen gólkirályi címét Gift Orbannal megosztva.

### A válogatottban
Finne az U17-es, az U18-as, az U19-es és az U21-es korosztályú válogatottakban is képviselte Norvégiát.
2023-ban debütált a felnőtt válogatottban. Először a 2023. június 20-ai, Ciprus ellen 3–1-re megnyert mérkőzés 87. percében, Erling Haalandot váltva lépett pályára.

## Statisztikák
2023. augusztus 6. szerint
| Klub        | Szezon   | Osztály          | Bajnokság | Bajnokság | Kupa  | Kupa | Nemzetközi | Nemzetközi | Összesen | Összesen |
| Klub        | Szezon   | Osztály          | Meccs     | Gól       | Meccs | Gól  | Meccs      | Gól        | Meccs    | Gól      |
| ----------- | -------- | ---------------- | --------- | --------- | ----- | ---- | ---------- | ---------- | -------- | -------- |
| Brann       | 2012     | Tippeligaen      | 7         | 3         | 1     | 0    | —          | —          | 8        | 3        |
| Brann       | 2013     | Tippeligaen      | 19        | 5         | 1     | 2    | —          | —          | 20       | 7        |
| Brann       | Összesen | Összesen         | 26        | 8         | 2     | 2    | 0          | 0          | 28       | 10       |
| Köln        | 2013–14  | 2. Bundesliga    | 11        | 1         | 0     | 0    | —          | —          | 11       | 1        |
| Köln        | 2014–15  | Bundesliga       | 10        | 1         | 0     | 0    | —          | —          | 10       | 1        |
| Köln        | 2015–16  | Bundesliga       | 0         | 0         | 1     | 0    | —          | —          | 1        | 0        |
| Köln        | Összesen | Összesen         | 21        | 2         | 1     | 0    | 0          | 0          | 22       | 2        |
| Heidenheim  | 2015–16  | 2. Bundesliga    | 14        | 2         | 1     | 0    | —          | —          | 15       | 2        |
| Heidenheim  | 2016–17  | 2. Bundesliga    | 7         | 1         | 2     | 0    | —          | —          | 9        | 1        |
| Heidenheim  | Összesen | Összesen         | 21        | 3         | 3     | 0    | 0          | 0          | 24       | 3        |
| Vålerenga   | 2017     | Eliteserien      | 24        | 4         | 2     | 1    | —          | —          | 26       | 5        |
| Vålerenga   | 2018     | Eliteserien      | 25        | 10        | 4     | 4    | —          | —          | 29       | 14       |
| Vålerenga   | 2019     | Eliteserien      | 29        | 8         | 2     | 3    | —          | —          | 31       | 11       |
| Vålerenga   | 2020     | Eliteserien      | 26        | 8         | 0     | 0    | —          | —          | 26       | 8        |
| Vålerenga   | Összesen | Összesen         | 104       | 30        | 8     | 8    | 0          | 0          | 112      | 38       |
| SønderjyskE | 2020–21  | Danish Superliga | 16        | 0         | 5     | 1    | —          | —          | 21       | 1        |
| SønderjyskE | 2021–22  | Danish Superliga | 1         | 0         | 0     | 0    | —          | —          | 1        | 0        |
| SønderjyskE | Összesen | Összesen         | 17        | 0         | 5     | 1    | 0          | 0          | 22       | 1        |
| Brann       | 2021     | Eliteserien      | 16        | 4         | 2     | 0    | —          | —          | 18       | 4        |
| Brann       | 2022     | OBOS-ligaen      | 29        | 16        | 3     | 7    | —          | —          | 32       | 23       |
| Brann       | 2023     | Eliteserien      | 18        | 11        | 9     | 12   | —          | —          | 27       | 23       |
| Brann       | Összesen | Összesen         | 63        | 31        | 14    | 19   | 0          | 0          | 77       | 50       |
| Összesen    | Összesen | Összesen         | 252       | 74        | 33    | 30   | 0          | 0          | 285      | 104      |

### A válogatottban
| Válogatott | Év       | Pályára lépés | Gól |
| ---------- | -------- | ------------- | --- |
| Norvégia   | 2023     | 1             | 0   |
| Összesen   | Összesen | 1             | 0   |

## Sikerei, díjai
Köln
- 2. Bundesliga
  - Feljutó (1): 2013–14

SønderjyskE
- Dán Kupa
  - Döntős (1): 2020–21

Brann
- OBOS-ligaen
  - Feljutó (1): 2022

- Norvég Kupa
  - Győztes (1): 2022–23

Egyéni
- A norvég másodosztály gólkirálya: 2022 (16 góllal)
- A norvég kupa gólkirálya: 2022–23 (11 góllal)